# NGC 2744A
NGC 2744A је галаксија у сазвежђу Рак која се налази на NGC листи објеката дубоког неба.
Деклинација објекта је + 18° 27' 22" а ректасцензија 9h 4m 38,7s. Привидна величина (магнитуда) објекта NGC 2744 износи 15,7 а фотографска магнитуда 16,5. NGC 2744A је још познат и под ознакама VV 612, PGC 200248.